# Cremastobaeus crenioron
Cremastobaeus crenioron är en stekelart som beskrevs av Mikhail Vasilievich Kozlov och Lê 2000. Cremastobaeus crenioron ingår i släktet Cremastobaeus och familjen Scelionidae. Inga underarter finns listade i Catalogue of Life.